# Cepphus
Cepphus là một chi chim trong họ Alcidae.

## Hình ảnh

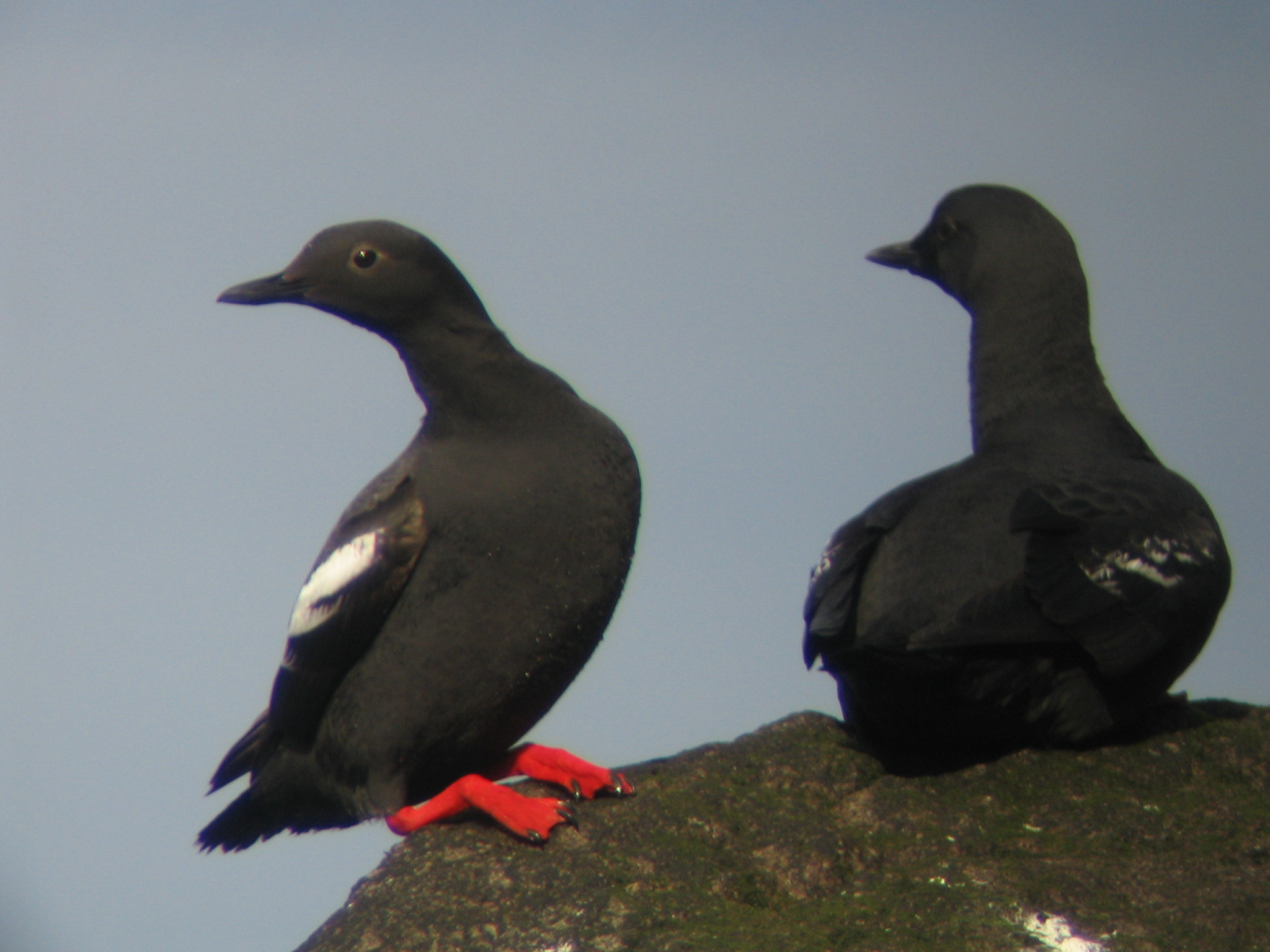
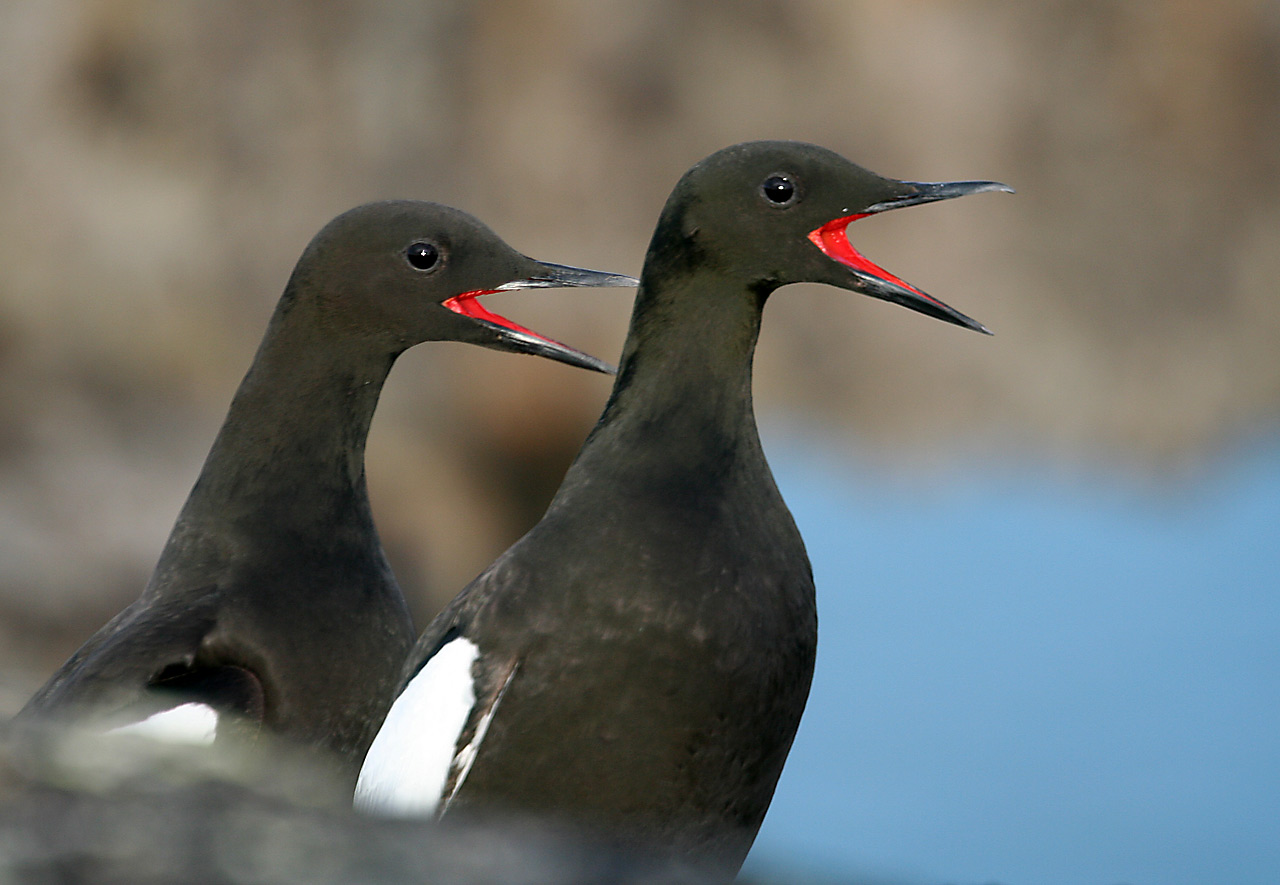
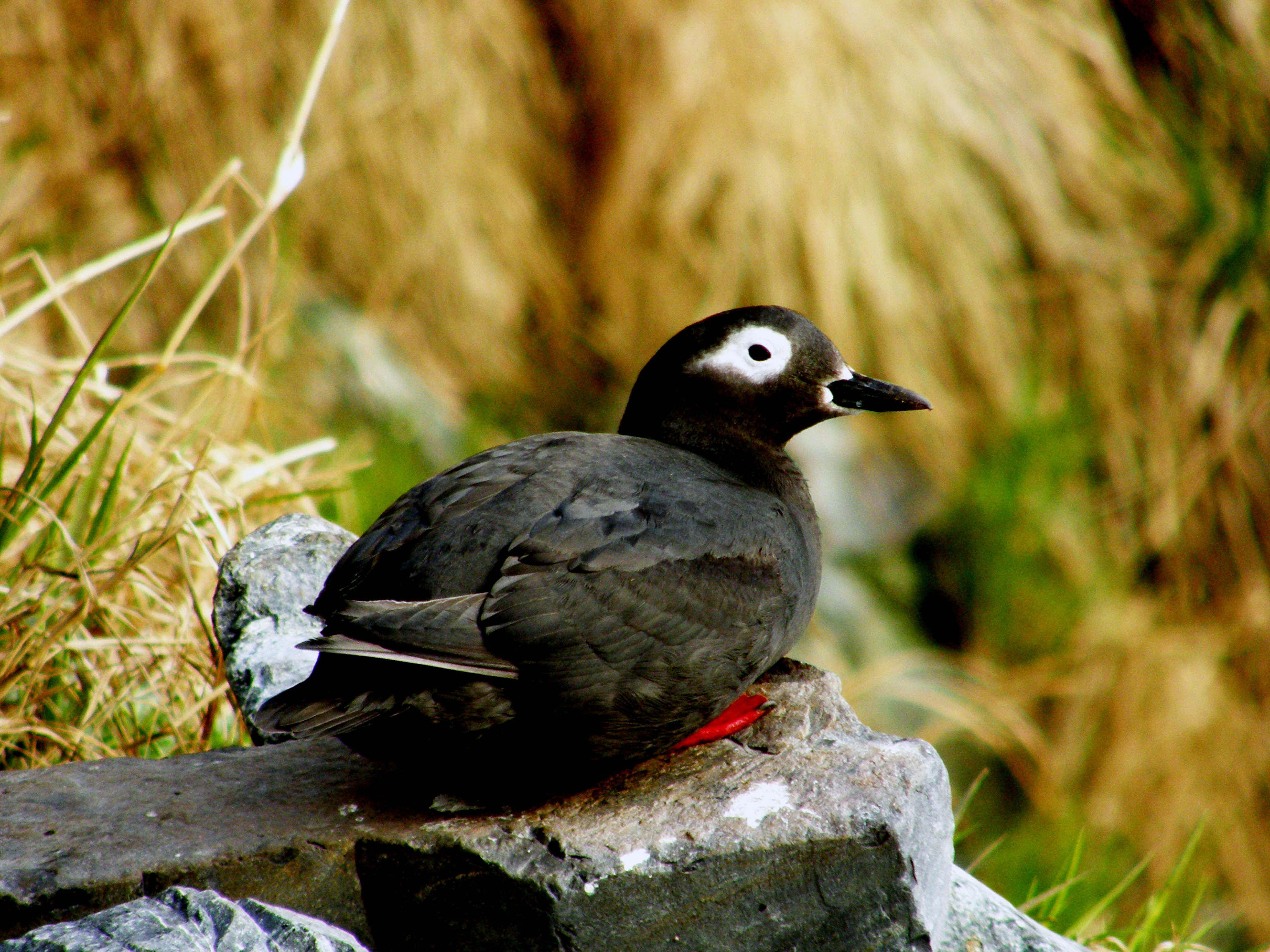
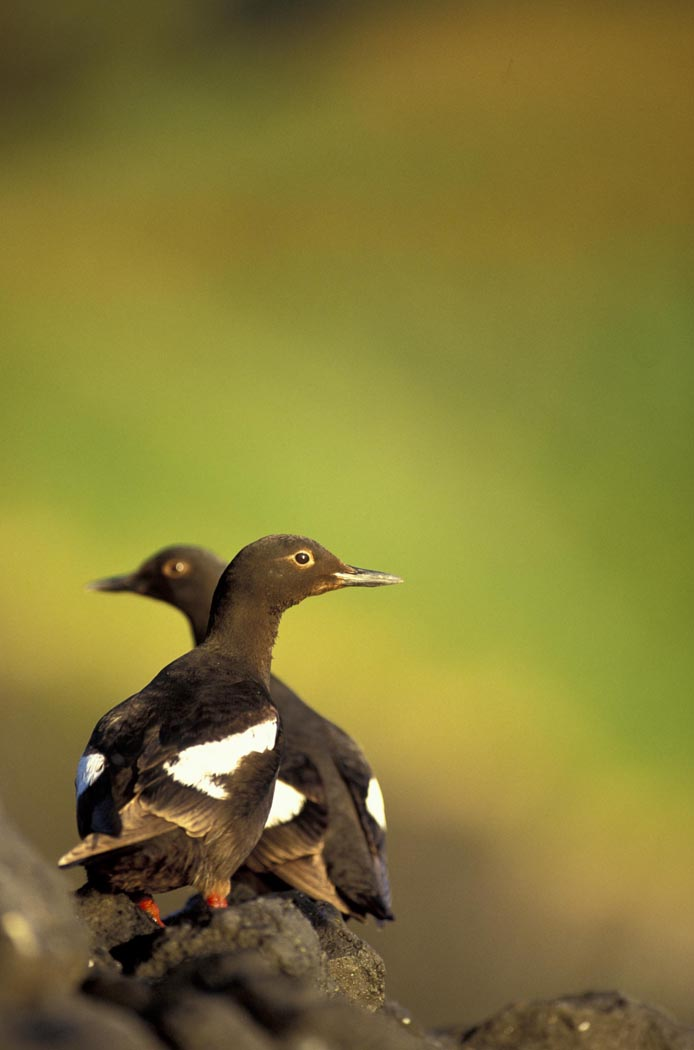
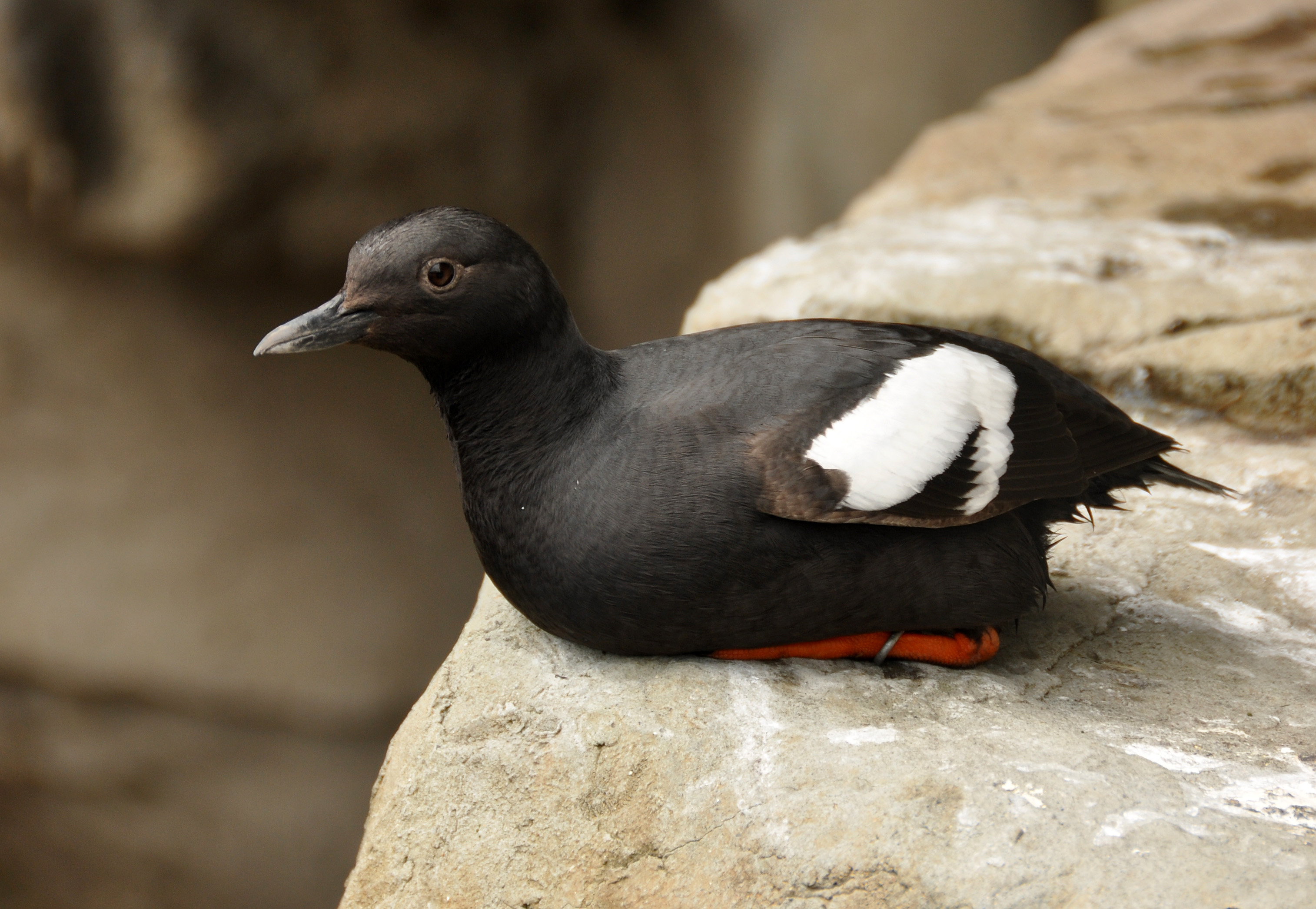

## Các loài
| Hình | Tên khoa học    | Tên tiếng Anh              | Phân bố                                                                                                   |
| ---- | --------------- | -------------------------- | --- |
|      | Cepphus grylle  | Black guillemot hay Tystie | Xung quanh Bắc Cực: Bờ biển Bắc Cực, Bắc Đại Tây Dương, Alaska                                            |
|      | Cepphus columba | Pigeon guillemot           | Quần đảo Kuril và bán đảo Kamchatka ở Siberia đến các bờ biển ở phía tây Bắc Mỹ từ Alaska đến California. |
|      | Cepphus carbo   | Spectacled guillemot       | Biển Okhotsk và quần đảo Kuril ở Nga và trên đảo Hokkaidō phía bắc Nhật Bản                               |